# レイフィールド
レイフィールド株式会社 (RAY Field株式会社) は、全国にトータルビューティーサロンを展開する美容室グループ。HAIR &BEAUTY RAY Field（ヘアアンドビューティー　レイフィールド）と、TOTAL BEAUTY SALON RAY+beauty（トータルビューティーサロン　レイビューティー ）がある。

## 概要
愛知県の名古屋市を中心に美容業を展開する。スタイリスト、カラーリスト、ネイリスト、アイリスト、スパセラピスト、エステティシャンが在籍している。カット料金は一律でなく、予約の際にスタイリスト、トップスタイリスト、サロンディレクター、アートディレクター、という名称で美容師が店舗内でランク付けされており、予約時の選択で料金が決まるシステムになっている。

ヘアサロン・レイヘア
ネイルサロン・レイネイル
アイサロン・レイアイ
ヘッドスパサロン・レイスパ
エステサロン・レイエステティック
上記の名称でサロンを展開している。